# Galerie Utermann
Die Galerie Utermann ist eine deutsche Galerie mit Sitz in Dortmund. Sie wurde 1853 gegründet und befindet sich bis heute in Familienbesitz. Das Galerieprogramm ist vor allem auf die Kunst des Expressionismus und Nachkriegsmoderne spezialisiert, umfasst aber auch zeitgenössische Positionen. Im Rahmen von Ausstellungen gibt die Galerie umfangreiche Kataloge heraus. Ausgewählte Arbeiten werden zudem auf Messen wie der Art Cologne und der TEFAF präsentiert.

## Geschichte

### Christian Wilhelm Utermann

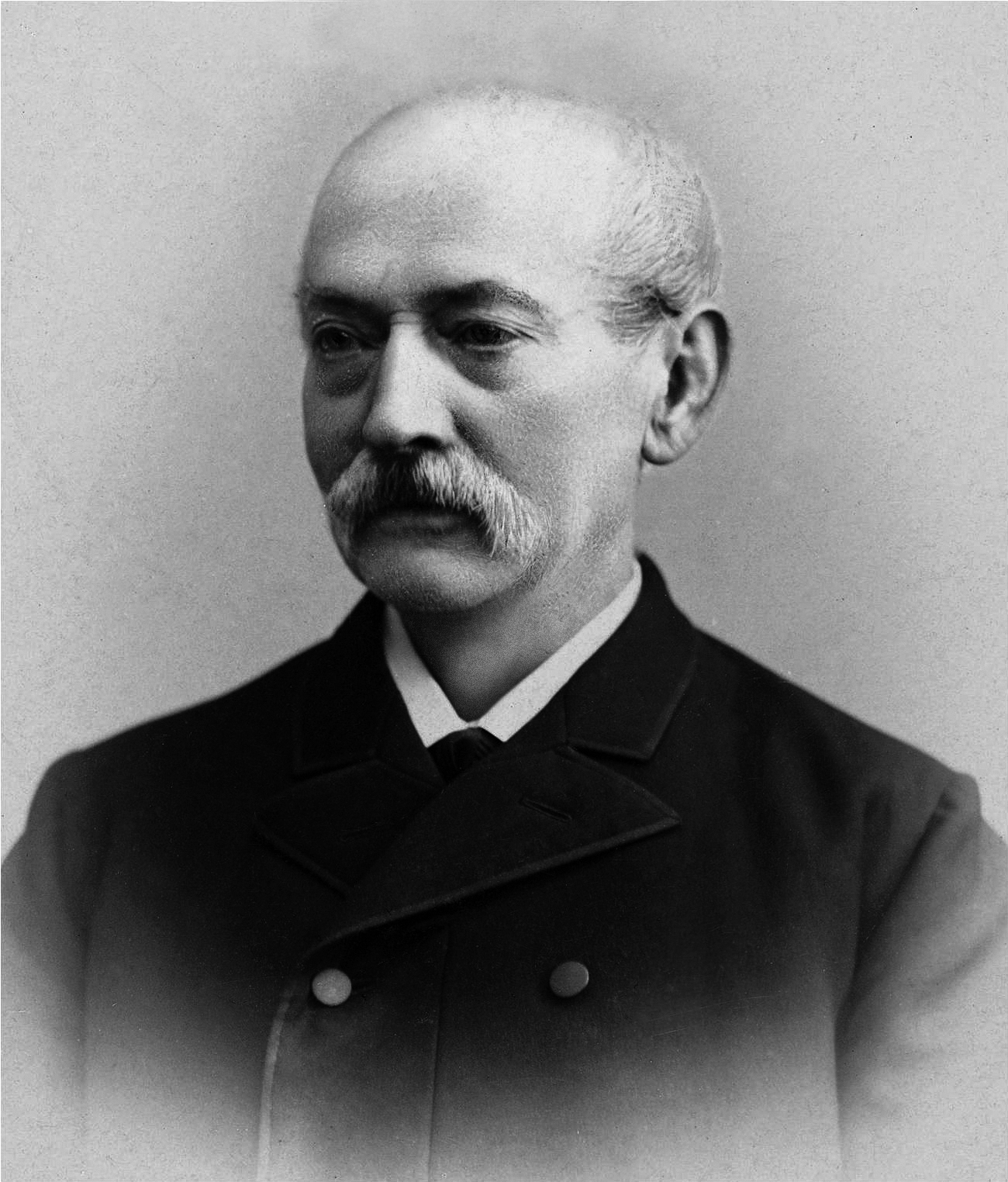
Christian Wilhelm Utermann um 1880

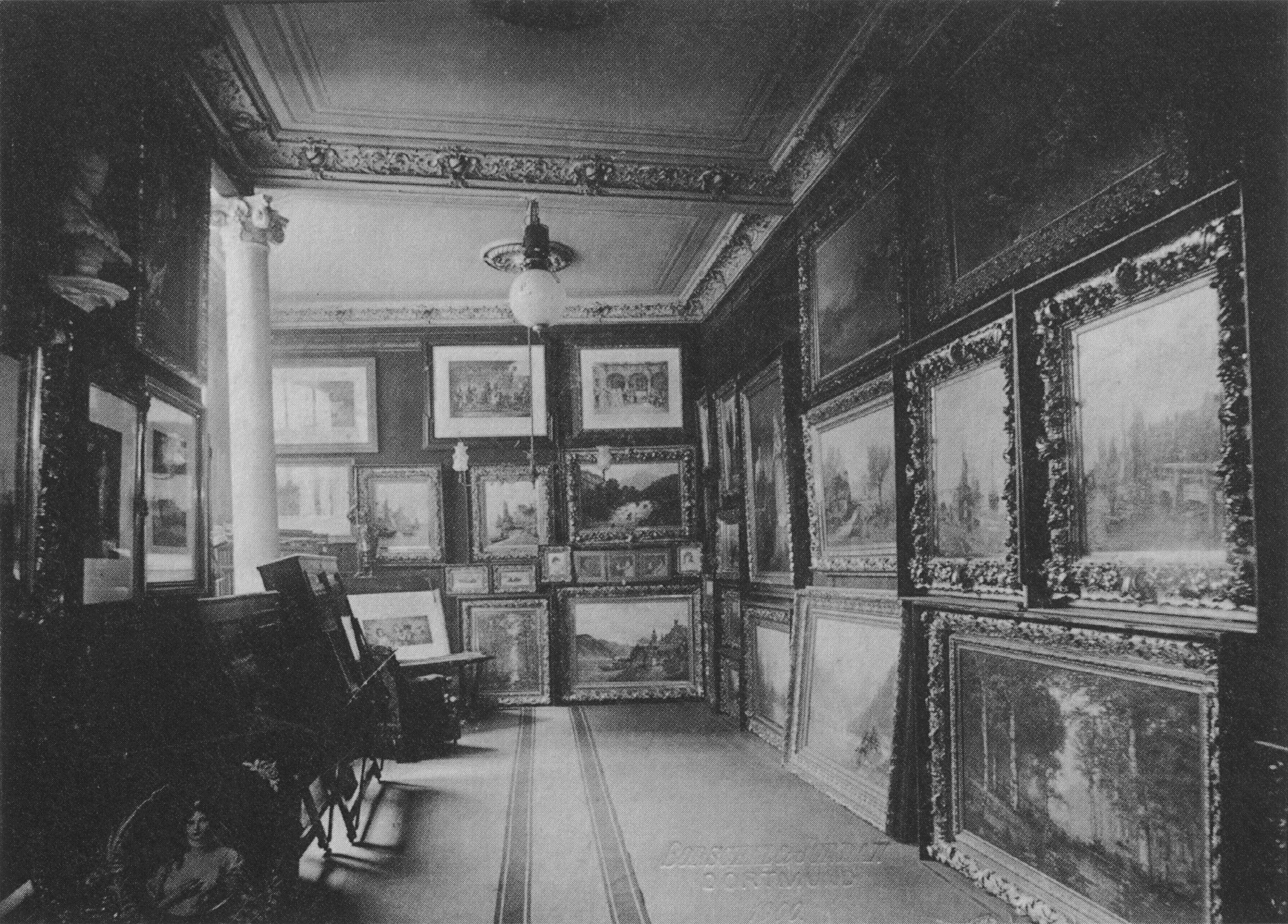
Ausstellungsraum der Galerie Utermann um 1900

Die Galerie Utermann wurde 1853 von Christian Wilhelm Utermann in Dortmund gegründet. In den Anfangsjahren bot die Galerie Buchbindungen sowie Einrahmungen an. Dieses Geschäft erwies sich als so erfolgreich, dass Christian Wilhelm Utermann größere Räumlichkeiten in der Betenstraße 10 (später 12) bezog, wo die Galerie bis in die 1990er Jahre ihren Standort hatte.

### Carl Utermann

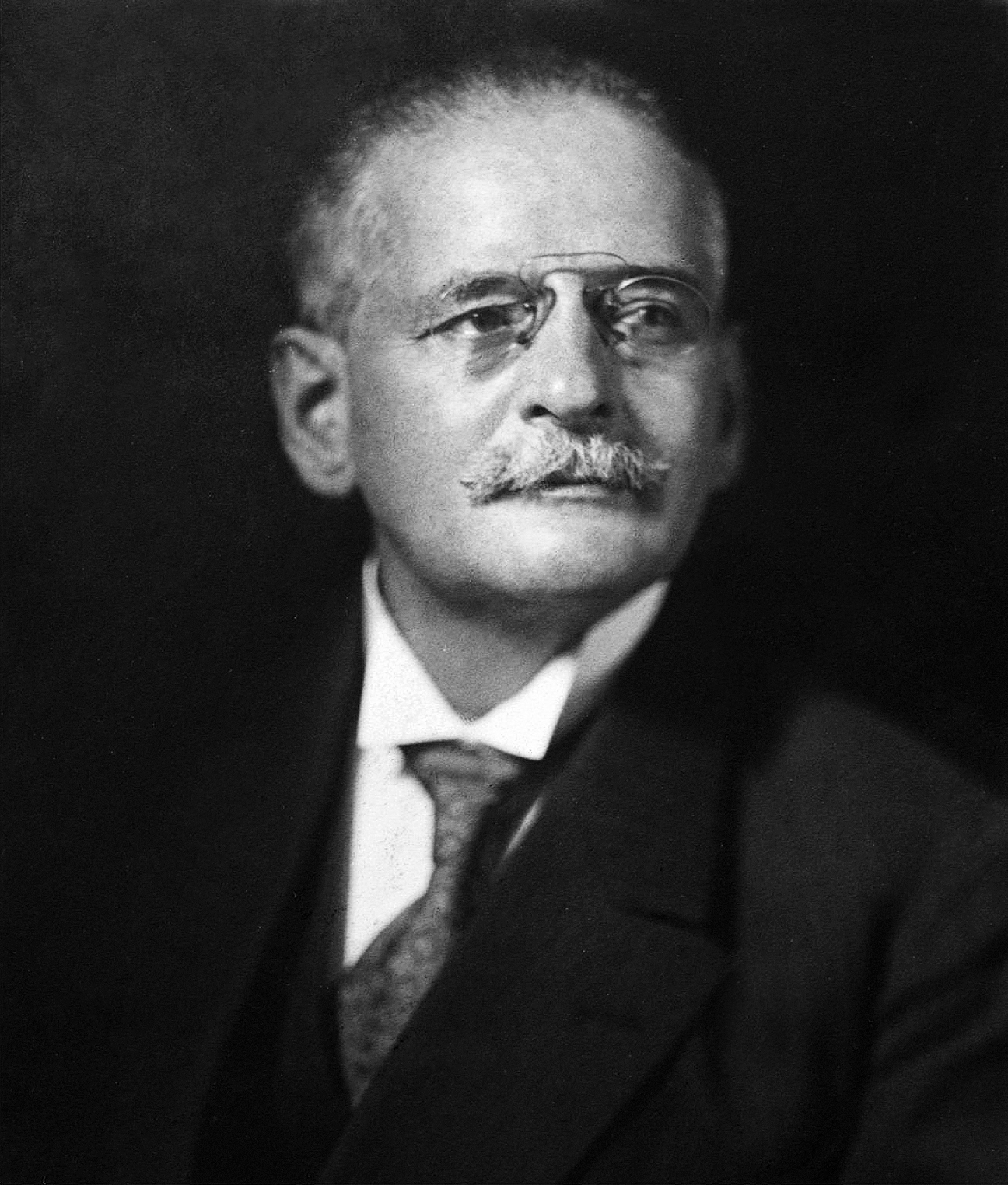
Carl Utermann um 1925

Nach dem Tod seines Vaters übernahm 1894 Carl Utermann das Geschäft und baute es stärker zur Kunsthandlung aus. Auf zwei Etagen wurden nun Kunstwerke der Düsseldorfer und Münchener Malerschulen angeboten. Carl Utermann, der vor der Übernahme der Galerie sechs Jahre in Berlin in Kunsthandlungen gearbeitet hatte, verstand es, sein Geschäft zu bewerben und mit weiteren Galerien in ganz Deutschland zu vernetzen. So nahm er 1910 an der ersten Kunsthändlerversammlung in Berlin teil. 1911 erteilte er den Architekten Spenhoff & Strunck den Bauauftrag für eine neue Repräsentanz am gleichen Ort. Es entstand ein großes Wohn- und Geschäftsgebäude im Neo-Renaissance-Stil, in dessen Erdgeschoss die Galerie 1912 ihre neuen Räumlichkeiten beziehen konnte. Der Verkaufsschwerpunkt auf der Kunst des 19. Jahrhunderts blieb erhalten. Carl Utermann erwies sich damit als sensibel gegenüber dem Geschmack seiner Kunden. Zur Zeit des Nationalsozialismus konnte er durch diese Spezialisierung die Firmenexistenz sichern, da viele zeitgenössische Positionen als „entartet“ galten. Es ist nicht bekannt, ob während der 30er Jahre als „entartet“ gebrandmarkte Kunst in der Galerie – und sei es im Hinterzimmer – gehandelt wurde. Gegen Ende des Zweiten Weltkriegs wurde das Gebäude durch mehrere Bombenangriffe vollständig zerstört. Die Kunst, die in den letzten Kriegsjahren an den Möhnesee ausgelagert worden war, wurde von der US-Armee beschlagnahmt und als Kriegsbeute nach Übersee verschifft.

### Werner Utermann

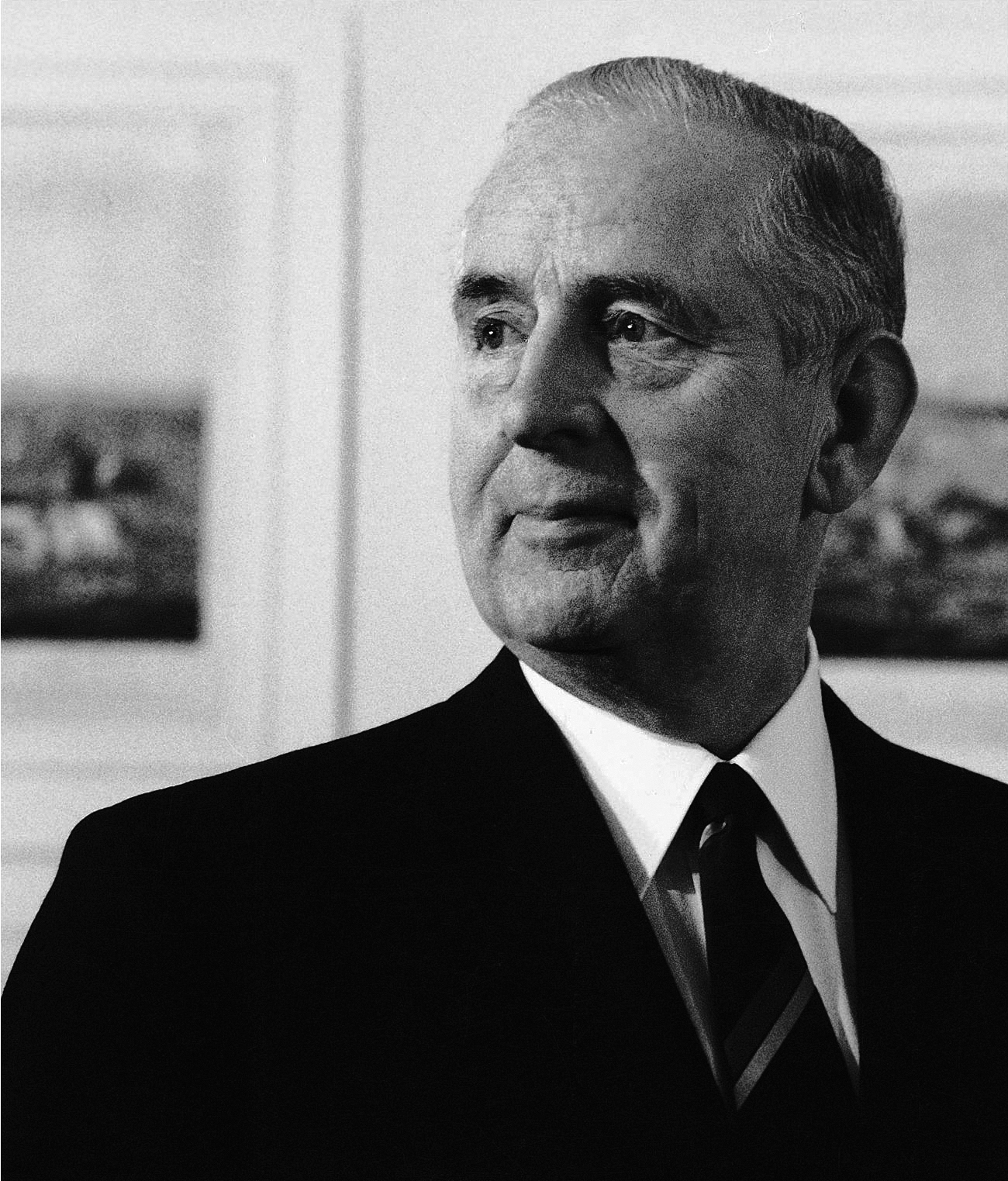
Werner Utermann um 1969

Trotz dieser schwierigen Situation wagte Carl Utermanns Sohn Werner den Wiederaufbau der Galerie nach dem Zweiten Weltkrieg. Am selben Standort wie zuvor entstanden die neuen Räumlichkeiten, die vertretenen Künstler waren erneut die der Düsseldorfer und Münchener Malerschulen des 19. Jahrhunderts.

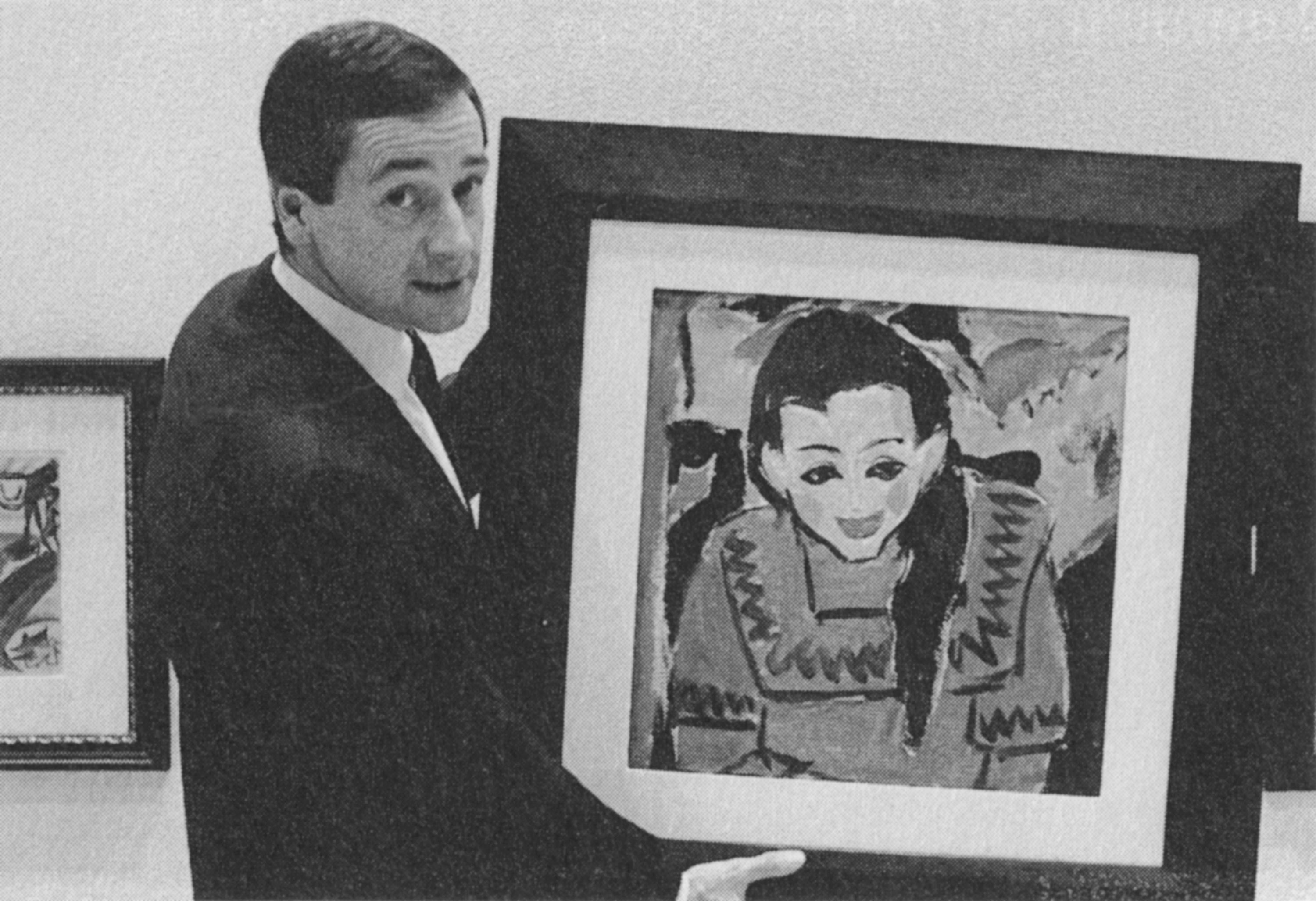
Wilfried Utermann mit der wiederentdeckten „Fränzi“ von Ernst Ludwig Kirchner

## Wilfried Utermann
Mit dem Einstieg von Werner Utermanns Sohn Wilfried in die Galerie Anfang der 1970er Jahre änderte sich dieser Schwerpunkt. Wilfried Utermanns Leidenschaft galt den Deutschen Expressionisten, mit denen er fortan handelte. Ihm gelang es, sich durch  Ausstellungen, Kooperationen mit Museen und Beteiligungen an internationalen Kunstmessen auf dem Gebiet des Expressionismus zu profilieren. In den 1980er Jahren erweiterte er das Portfolio um Positionen des Deutschen Informel, in den 1990er Jahren auch um zeitgenössische Künstler.
Wilfried Utermann machte sich in vielerlei Hinsicht um den deutschen Kunsthandel verdient, ohne dabei die wissenschaftliche Bearbeitung der künstlerischen Œuvre außer Acht zu lassen. Anlässlich des 125-jährigen Firmenjubiläums 1978 beteiligte er sich beispielsweise an der Herausgabe des Christian-Rohlfs-Werkverzeichnisses der Druckgraphik. Heute ist er im Expertenrat des in Hagen ansässigen Christian-Rohlfs-Archiv tätig. Eine Sensation war 1985 seine Entdeckung einer übermalten „Fränzi“ auf einem Gemälde des Brücke-Künstlers Ernst Ludwig Kirchner. Der Künstler hatte das Porträt wohl in seinen späteren Jahren übermalt und die Rückseite mit einem anderen, ländlichen Motiv versehen. Utermann vermutete, dass sich unter der Grundierung ein anderes Gemälde befand, ließ das Gemälde restaurieren und behielt Recht: zum Vorschein kam das Porträt der „Fränzi“ von 1906, das sich heute als Dauerleihgabe im Brücke Museum Berlin befindet.
Die Beteiligung Utermanns an der Gründung des Auktionshauses Villa Grisebach 1986 war ein Ausdruck seines Bemühens, dem Kunstmarkt neue Impulse zu geben. Dieses Bemühen spiegelte sich auch in seinen eigenen Galerieräumen wider, die er 1988 von dem Architekten Werner Lehmann umbauen ließ, sodass sich modernere Ausstellungsarchitekturen anboten. Hier zeigte er u. a. Ausstellungen von Karl Hartung, Horst Antes, Lyonel Feininger und Emil Schumacher.

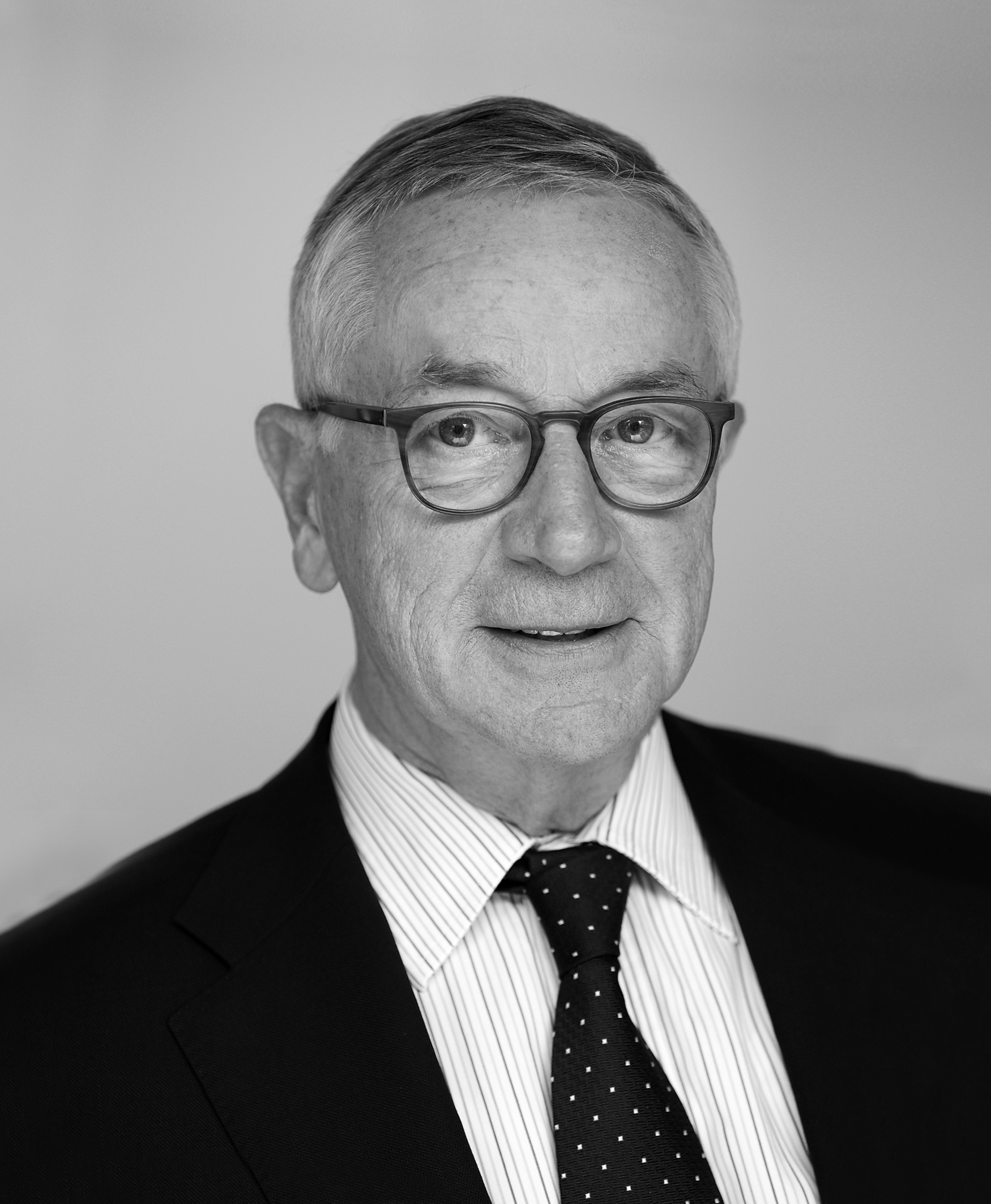
Wilfried Utermann 2013

1998 zog die Galerie in die ehemaligen Räumlichkeiten des Vorstandes der Harpener Bergbau AG in der Silberstraße 22 in Dortmund um, wo sie bis heute ansässig ist.

## Lukas Minssen und die Galerie heute
Im Jahr 2018 hat Wilfried Utermann die Geschäftsführung seinem Stiefsohn Lukas Minssen übergeben.
Seitdem hat dieser die Tradition und den internationalen Ruf der Galerie weitergeführt. Mit einem Studium der Kunstgeschichte und einem ausgeprägten Gespür für den Kunstmarkt hat Minssen sowohl bestehende Beziehungen zu wichtigen Künstlern, Nachlässen und Sammlern gepflegt als auch neue Partnerschaften und Kooperationen aufgebaut und intensiviert, wie etwa mit der Ada und Emil-Nolde-Stiftung Seebüll, Fritz-Winter-Stiftung, dem Nachlass Norbert Krickes, und Autoren wie Florian Illies.
In den letzten Jahren konnten so mehrere bedeutende Ausstellungsprojekte initiiert und umgesetzt werden, unter anderem 2022 anlässlich des 100. Geburtstags Norbert Krickes, einem der bedeutendsten deutschen Bildhauer der Nachkriegszeit. Ferner fand die Ausstellung „Marc Chagall – 22 Originale“ im Jahr 2024 überregionale Beachtung. Beide Ausstellungen wurden von aufwendigen Publikationen und wissenschaftlichen Beiträgen (Norbert Kricke: Florian Illies „Unbemannte Raumfahrt – Was Norbert Krickes Kunst so einzigartig macht“) aus dem hauseigenen Verlag begleitet.

Die Zusammenarbeit mit renommierten Sammlungen und Forschungseinrichtungen sowie die wissenschaftliche Auseinandersetzung mit den vertretenen Künstlern zeigt sich beispielhaft in Minssens Engagement im Beirat in der Emil-Schumacher-Stiftung.

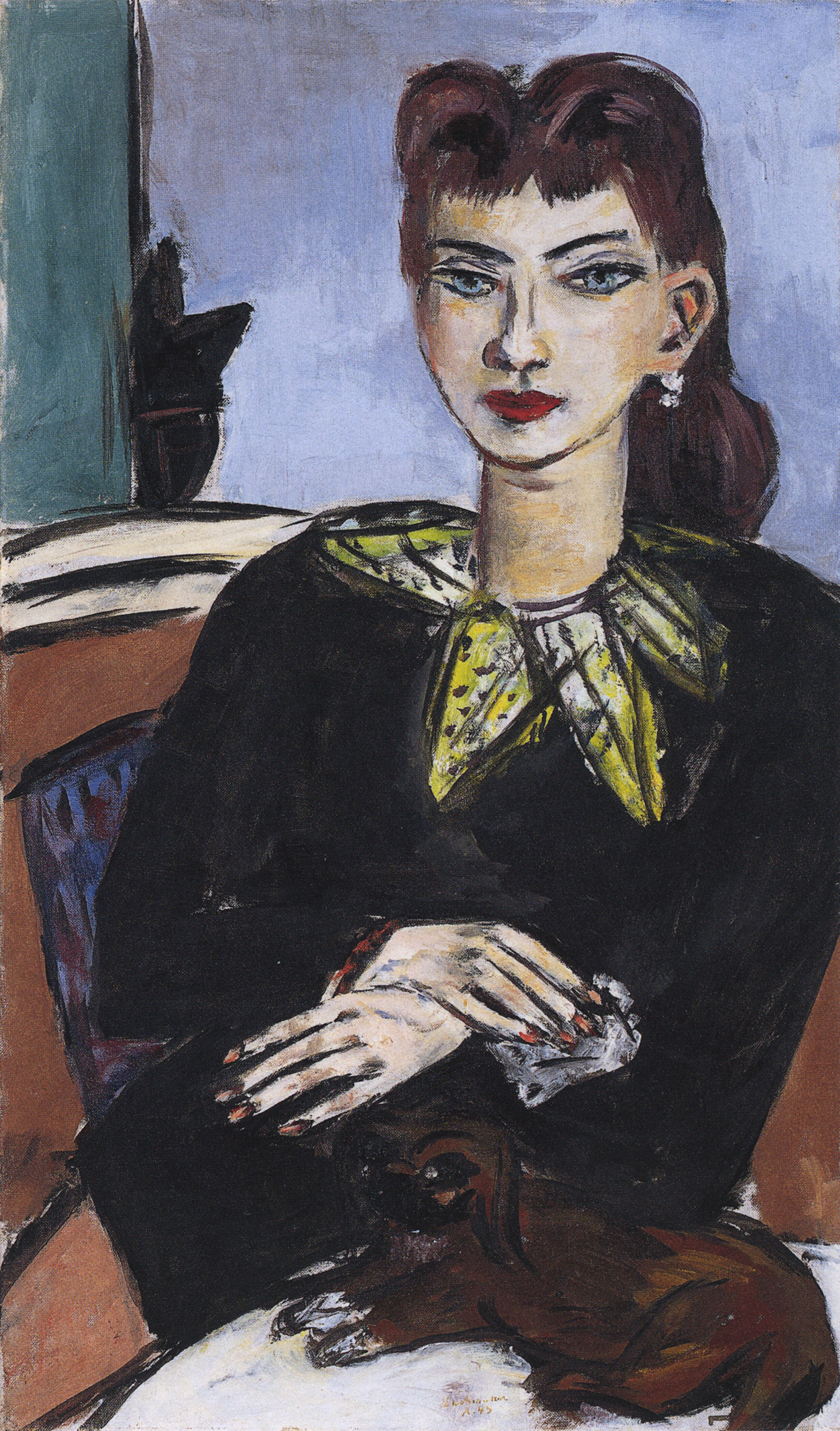
Max Beckmann, Quappi auf Blau mit Butchy, 1943, vermittelt durch die Galerie Utermann

## Künstler
Horst Antes,
Max Beckmann,
Abraham David Christian,
Lyonel Feininger,
Lothar Fischer,
Angela Glajcar,
Bruno Goller,
Karl Hartung,
Erich Heckel,
Wassily Kandinsky,
Max Kaus,
Ernst Ludwig Kirchner,
Konrad Klapheck,
Paul Klee,
Norbert Kricke,
Vera Lutter,
August Macke,
Franz Marc,
Marino Marini,
Paula Modersohn-Becker,
Otto Mueller,
Ernst Wilhelm Nay,
Emil Nolde,
Mimmo Paladino,
Hermann Max Pechstein,
Pablo Picasso,
Christian Rohlfs,
Karl Schmidt-Rottluff,
Emil Schumacher,
Norbert Tadeusz,
Hann Trier,
Günther Uecker,
Fritz Winter

## Verlag
Im Verlag der Galerie Utermann erscheinen in regelmäßigen Abständen Kataloge zu Ausstellungen mit Beiträgen von externen Experten wie Mario-Andreas von Lüttichau, Cathrin Klingsöhr-Leroy oder Roland Mönig, z. B. anlässlich der Ausstellungen „August Macke zum 100. Geburtstag“ (1986), „Christian Rohlfs. Das druckgraphische Gesamtwerk“ (1988), „Dortmund sammelt“ (1995), „Wiedersehen. Werke aus einer Dortmunder Sammlung“ (1997), „Feininger. Klee. Bauhaus“ (2019), „Emil Schumacher“ (2021).

## Ausstellungen (Auswahl)
- „Christian Rohlfs“ (06.02.-09.03.1991)
- „Pablo Picasso“ (24.11.-23.12.1993)
- Lyonel Feininger. „Once in a blue moon“ (15.06.-16.07.1994)
- „Dortmund sammelt“ (31.08.-30.09.1995)
- „Abraham David Christian. Interconnected. Ev. Stadtkirche St. Reinoldi“ (29.9. – 28-10-2012)
- „Horst Antes. Ausstellung zum 80. Geburtstag“ (15.11.-23.12.2016)
- „Norbert Kricke. Linie und Raum“ (20.9. – 20.11.2017)
- „Fritz Winter. Vom Bauhaus zur documenta“ (29.09.-10.11.2018)
- „Feininger. Klee. Bauhaus“ (01.05.2019-18.01.2020)
- „Emil Nolde. Christian Rohlfs“ (September 2020)
- „Emil Schumacher“ (20.9. – 11.11.2021)
- „Marc Chagall - 22 Originale“ (25.05.-12.07.2024)